# 朱芹 (萬曆進士)
朱芹（？—？），號錦波，四川叙州府富顺县人，明朝政治人物。

## 生平
万历十六年（1588年）戊子科四川鄉試舉人，十七年（1589年）己丑科三甲进士。工部觀政，六月授石首县知县。二十二年升蘇州府同知，二十七年升刑部员外郎，二十九年升郎中，三十二年出为绍兴府知府，三十六年五月升陕西按察司副使，丁憂歸。三十八年考察，万历三十九年（1611年）降任广东惠州府知府。万历四十三年（1615年）六月升官云南水利道副使，调贵州副使，四十八年二月升本省右参政，平越监军道，天啓二年（1622年）七月升按察使，五年升江西右布政使，十月升贵州左布政使。在云南任职期间，曾治理滇池水域。

## 家族
父朱成之。